# Lány u Dašic
Lány u Dašic – wieś i gmina w Czechach, w powiecie Pardubice, w kraju pardubickim. Według danych z dnia 1 stycznia 2014 liczyła 138 mieszkańców.